# Берестянка (птах)
Берестянка (Hippolais) — рід горобцеподібних птахів родини очеретянкових (Acrocephalidae). Включає чотири види.

## Назва
Назва роду Hippolais походить від давньогрецького «hupolais» та є орфографічною помилкою Карла Ліннея. Термін «hupolais» стосувався маленького неідентифікованого птаха, що гніздиться на землі, згаданий Арістотелем і Теофрастом, і могло бути звуконаслідуванням або походити від hupo — «під», і laas — «камінь».

## Поширення
Представники роду поширені в Європі, Африці та Західній Азії. Вони асоціюються з деревами, але не з густими лісами, а скоріше з відкритими лісовими масивами.

## Види
- Берестянка пустельна (Hippolais languida)
- Берестянка оливкова (Hippolais olivetorum)
- Берестянка багатоголоса (Hippolais polyglotta)
- Берестянка звичайна (Hippolais icterina)